# Esgrafiado

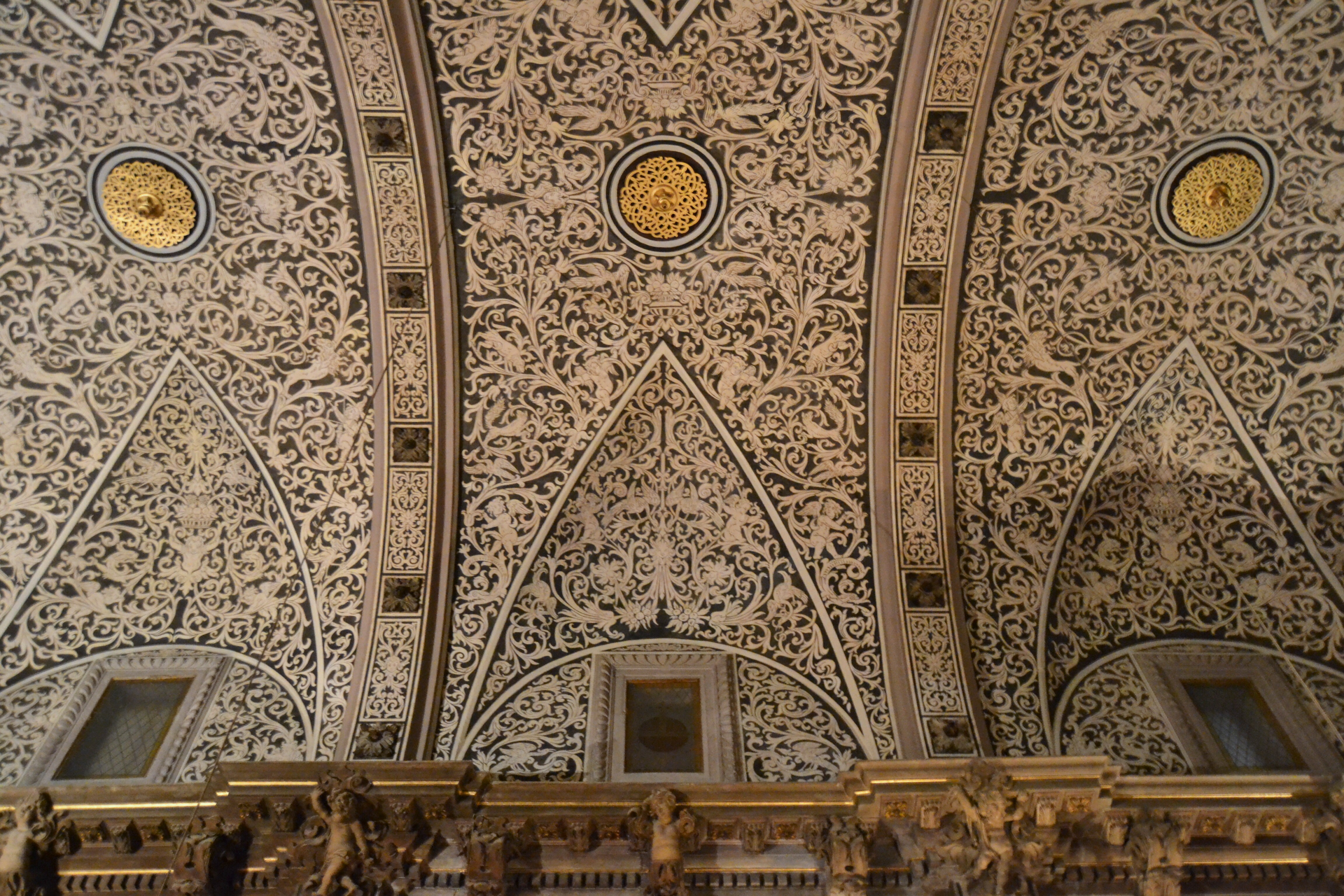
Esgrafiados vegetales y antropomórficos en las bóvedas de la iglesia del Salvador de Teruel.

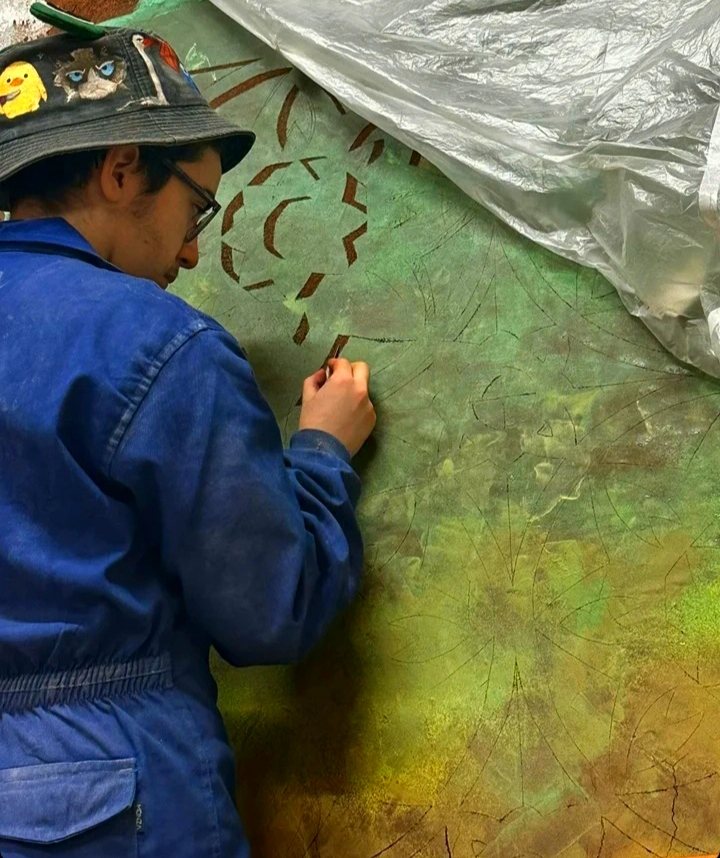
Artista pedrazana elabora un mural de esgrafiado en la Escuela de Arte y Superior de Diseño Casa de los Picos, Segovia

Esgrafiado es una técnica ornamental arquitectónica utilizada para la decoración en el enlucido y revestimiento de muros, tanto en el exterior como en el interior de edificios. El término, de origen italiano (sgraffiare), se aplica tanto a la acción artesana como al producto resultante. En materia de albañilería, puede considerarse como una variedad o tipo de grabado realizado sobre una superficie estofada, a partir de dos capas o colores superpuestos que permiten revelar formas o dibujos al retirar o rallar la capa exterior. En los revestimientos de fachadas y decoración de algunos interiores suelen utilizarse plantillas con motivos geométricos seriados. En la península ibérica, este oficio, de algún modo heredero del arte decorativo parietal, tuvo su origen en el trabajo del estuco y los revestimientos interiores utilizados por los romanos e hispanorromanos en Hispania, esta tradición pasó al arte paleocristiano y prerrománico, con la conquista islámica de Hispania pasó al arte andalusí como tantos otros elementos, los alarifes mudéjares dejaron diferentes ejemplos en Extremadura, Andalucía, Aragón, Castilla, Cataluña, Levante y Portugal.
El esgrafiado, además de su aplicación arquitectónica, se ha documentado en restos arqueológicos de distinta antigüedad en su aplicación sobre objetos de cerámica y, en la Edad Media, sobre manuscritos en las ilustraciones en oro.

## Origen y técnica

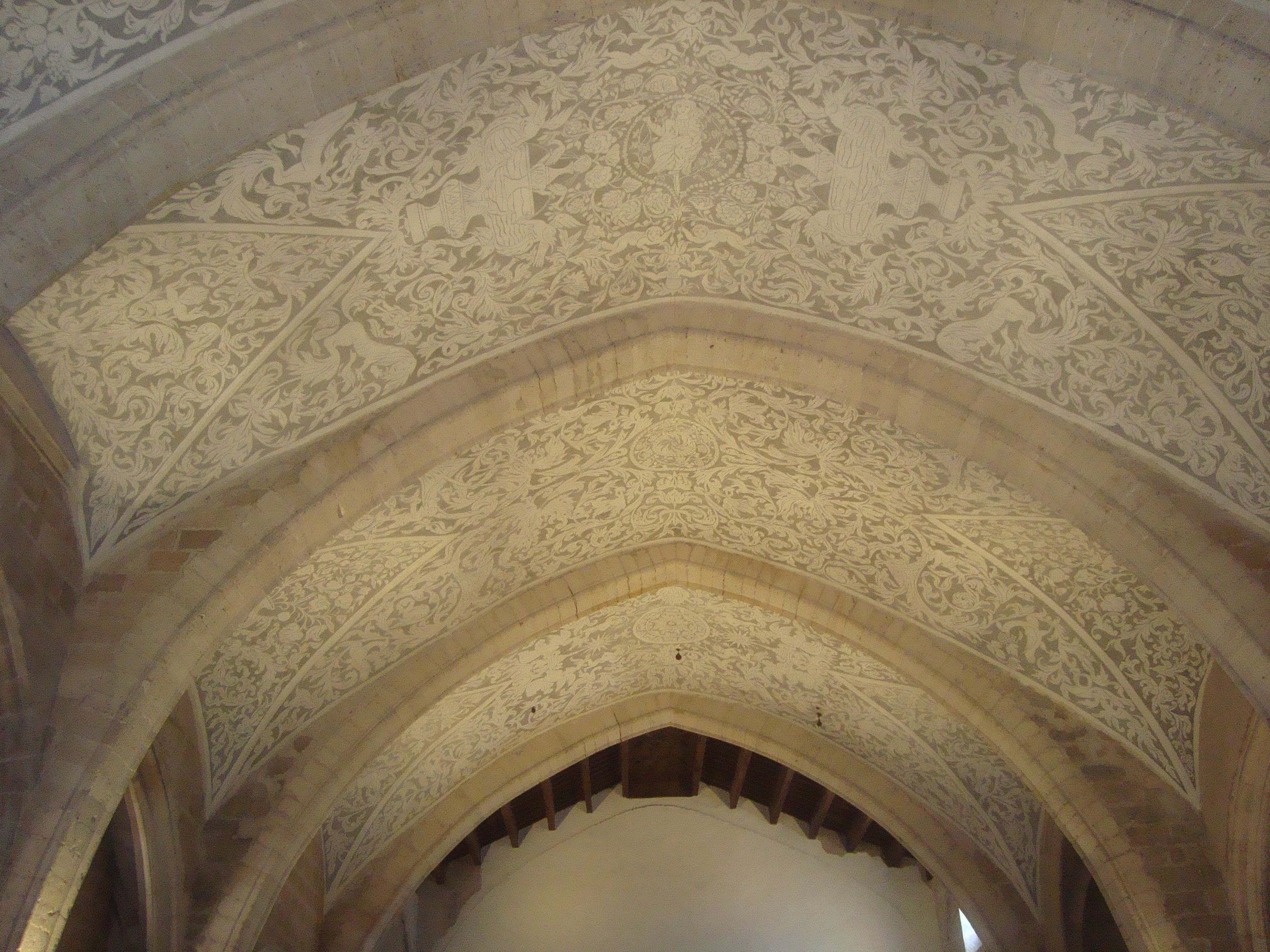
Bóvedas esgrafiadas de la iglesia parroquial de la Asunción de Catí (Castellón).

El término proviene del italiano sgraffiare, ‘hacer incisiones o rascar con una herramienta especial llamada grafio’. El esgrafiado arquitectónico es una técnica muy antigua que utilizaron ya las civilizaciones del IV milenio a. C.. Los romanos usaron también esta decoración con dibujos sencillos. Su difusión en Italia durante el Renacimiento quedó reflejada en fachadas, bóvedas, muros interiores y otros espacios nobles de palacios, iglesias y monasterios, y acuñando el término sgrafitto.
En España el oficio del artesano del esgrafiado está documentado desde la mitad del siglo XVII en Cataluña, dentro de las cofradías que reunían a "esgrafiadores, estofadores y doradores". En Castilla, estos maestros albañiles pertenecían al círculo de revocadores o estucadores. En algunas de sus provincias como Segovia, Toledo o Guadalajara han dejado abundantes ejemplos, algunos de ellos bien conservados o restaurados.

### Ejemplo del proceso técnico
La iglesia de Nuestra Señora de los Ángeles de Vallanca, en la Comunidad Valenciana (España) ofrece un ejemplo particular de esgrafiado con el siguiente proceso de elaboración:
Se extendió un "rebozo" oscuro —negro— sobre la pared usando los mismos materiales de la técnica del fresco, pero mezclando el pigmento con el mortero; una vez seco, fratasado y áspero, para que agarrase el enyesado, se cubrió el primer "rebozado" con otra capa fina del mismo color, y antes de que secase del todo, se extendió sobre la segunda otro estrato de color más claro —esta vez blanco—, variando su grueso en función del relieve deseado. Más tarde, con la obra bien seca, se procedió al estarcido, estampando los dibujos sobre la superficie, mediante unas plantillas o calcos sobre las que se pasó una brocha; como los dibujos se hallan perforados en la línea que los define, al pasar el "cisquero o muñequilla" por la plantilla las formas o figuras quedan punteadas sobre el muro. Con estas referencias se procedió al rascado o incisión, desprendiendo la capa superior o "contra-trepa", quedando al descubierto las capas inferiores —trepa— más oscuras.

## Escuelas españolas

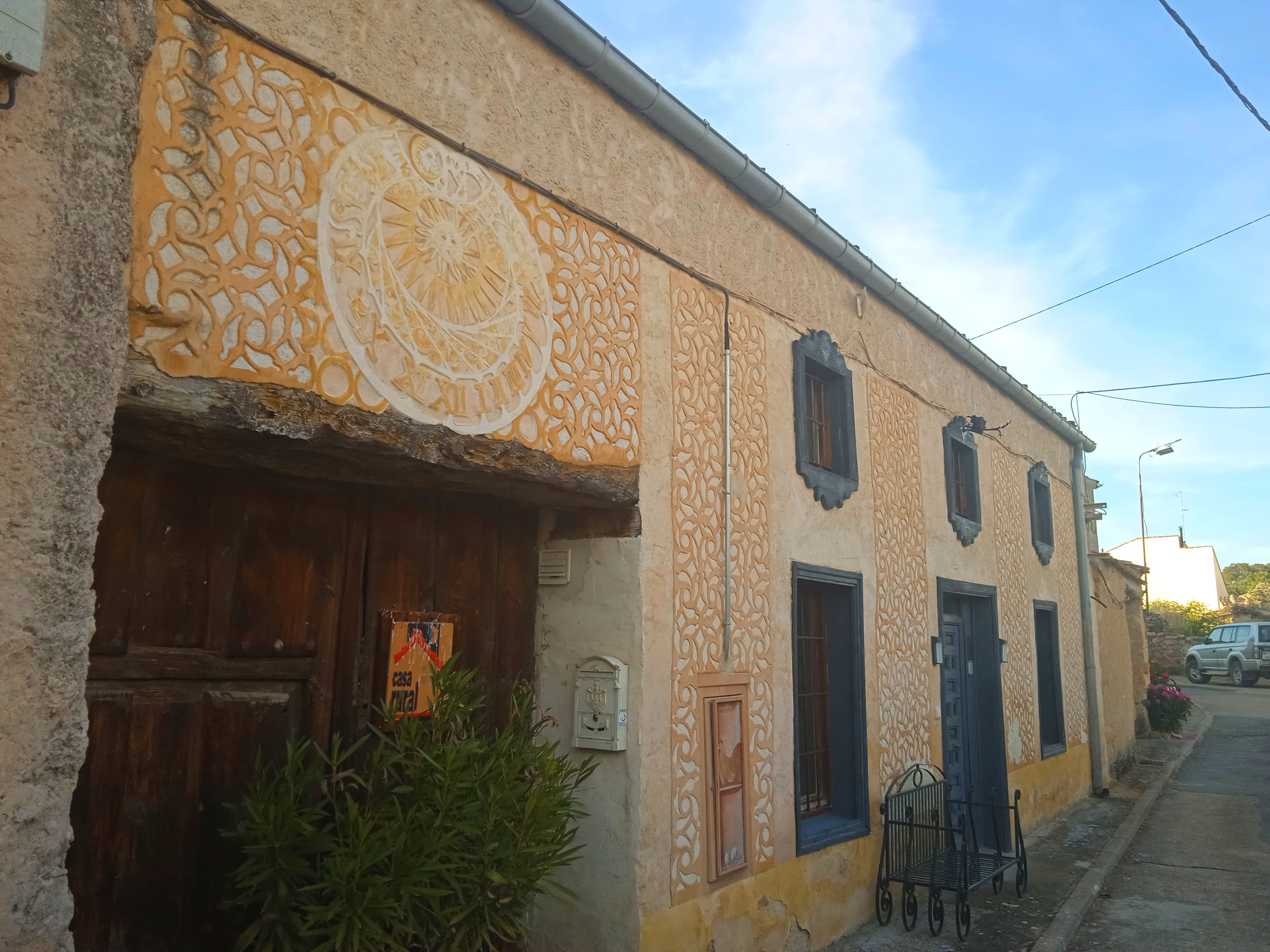
Fachada esgrafiada en Carrascal de La Cuesta, provincia de Segovia

### Estilo típico segoviano
El Esgrafiado Segoviano destaca por su técnica artesanal específica, donde se emplean plantillas elaboradas con madera, metal o cartón para crear motivos geométricos y simétricos sobre una base de mortero fresco. Esta técnica, que requiere la destreza de un maestro esgrafiador y su cuadrilla, produce un contraste decorativo al raspar la capa superior del revestimiento para revelar el color de la capa inferior, creando así diseños únicos y característicos. Además, la rica variedad de modelos encontrados en diversas localidades de la provincia como Turégano, Coca o Pedraza, junto con la investigación histórica y técnica sobre su aplicación, subraya la singularidad y el valor patrimonial del esgrafiado segoviano frente a su contraparte genérica.

### El modelo nazarí

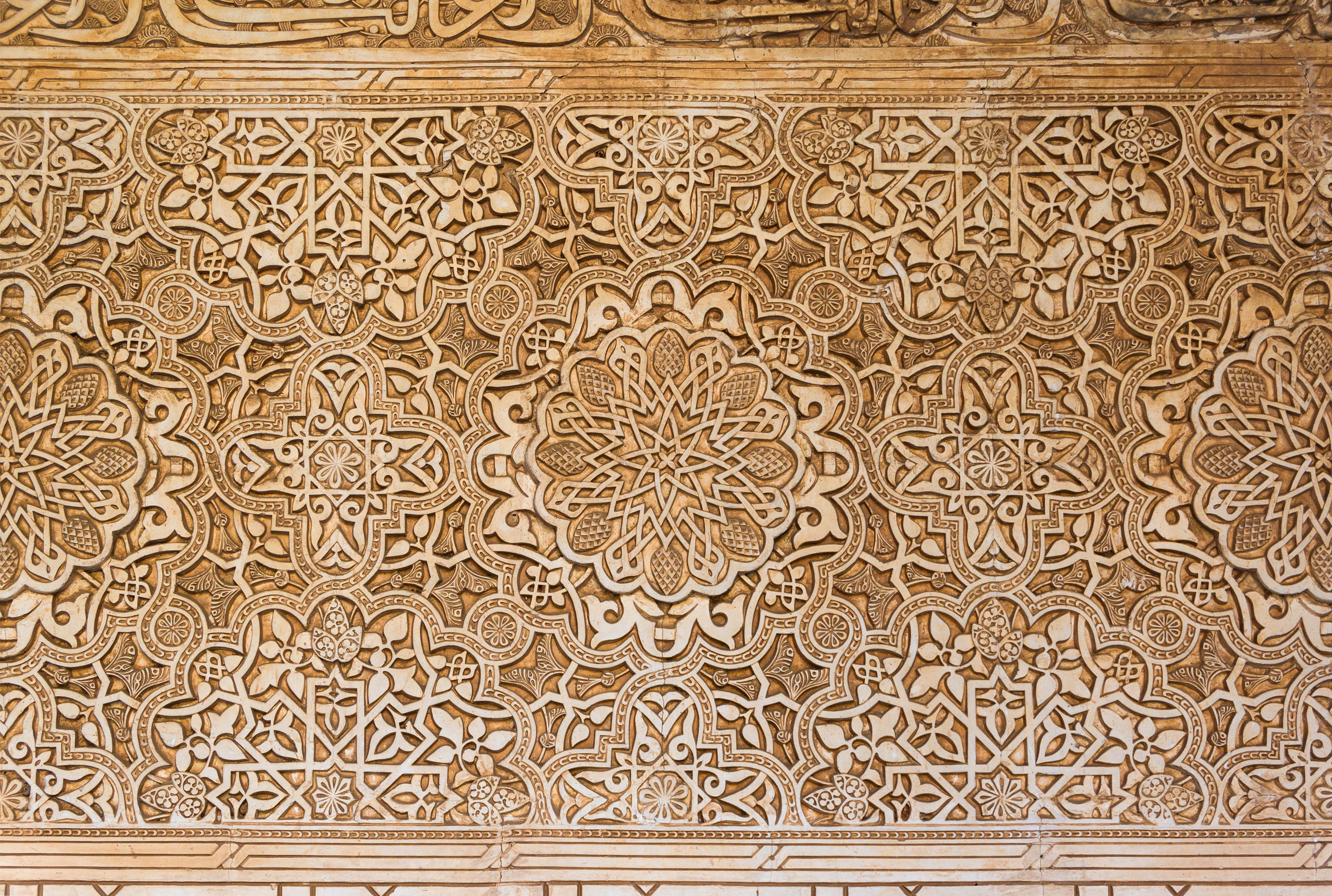
Monumental esgrafiado de simetrías en el Patio de los Leones de la Alhambra de Granada (España).

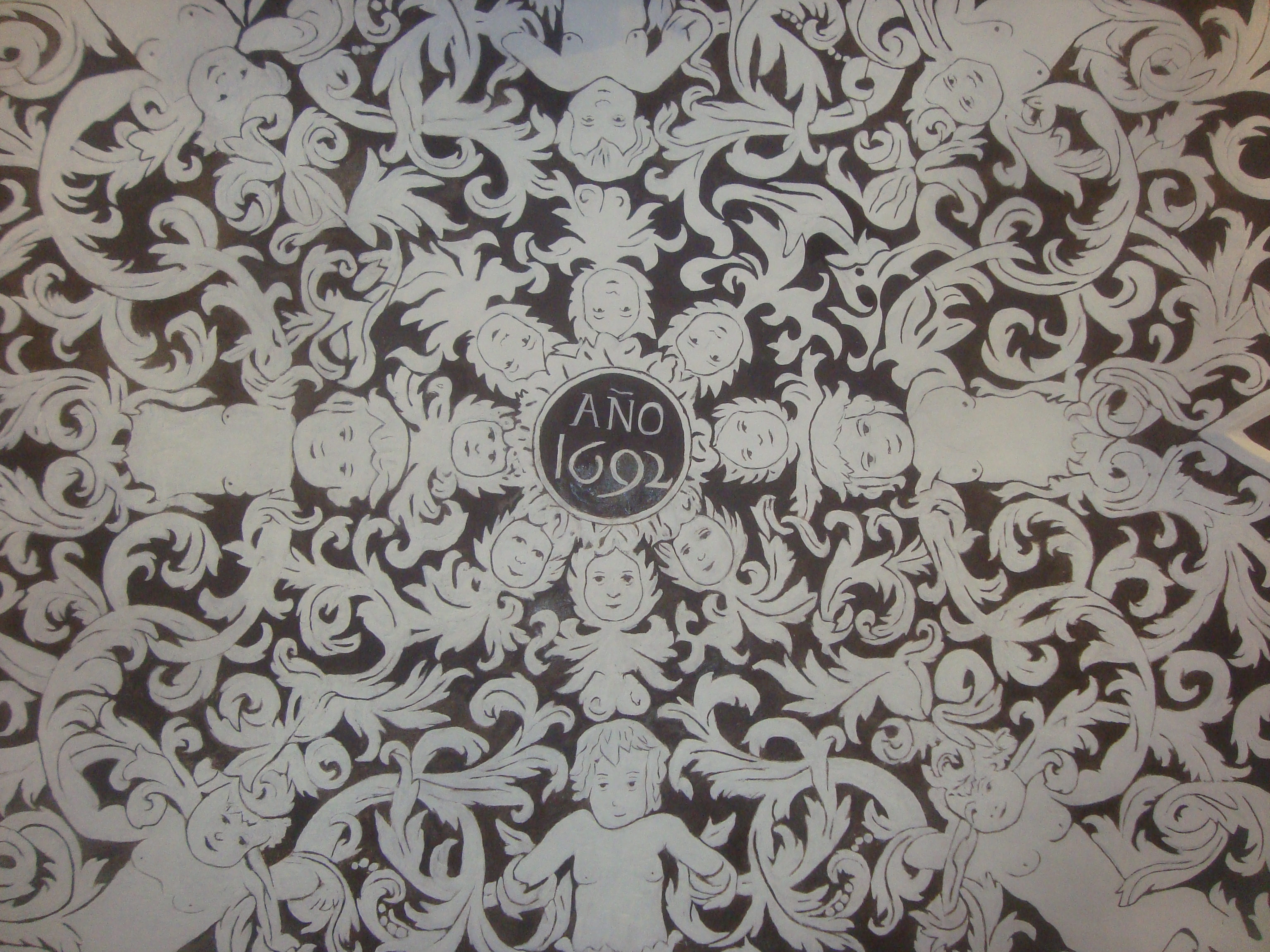
Esgrafiados de la Iglesia Parroquial de San Bartolomé de Torreblanca (Castellón).

Una de las cumbres del uso de motivos geométricos seriados puede apreciarse en la Alhambra de Granada, cuyos frisos o mosaicos periódicos crean un puente entre la Arquitectura y las Matemáticas, y de modo más concreto con la simetría. Es interesante apreciar que los conocidos diecisiete "grupos de simetría planares" hayan sido localizados en las series de arabescos de este conjunto palaciego, singular ejemplo de esa reunión de ciencias y artesanías.

### La escuela catalana

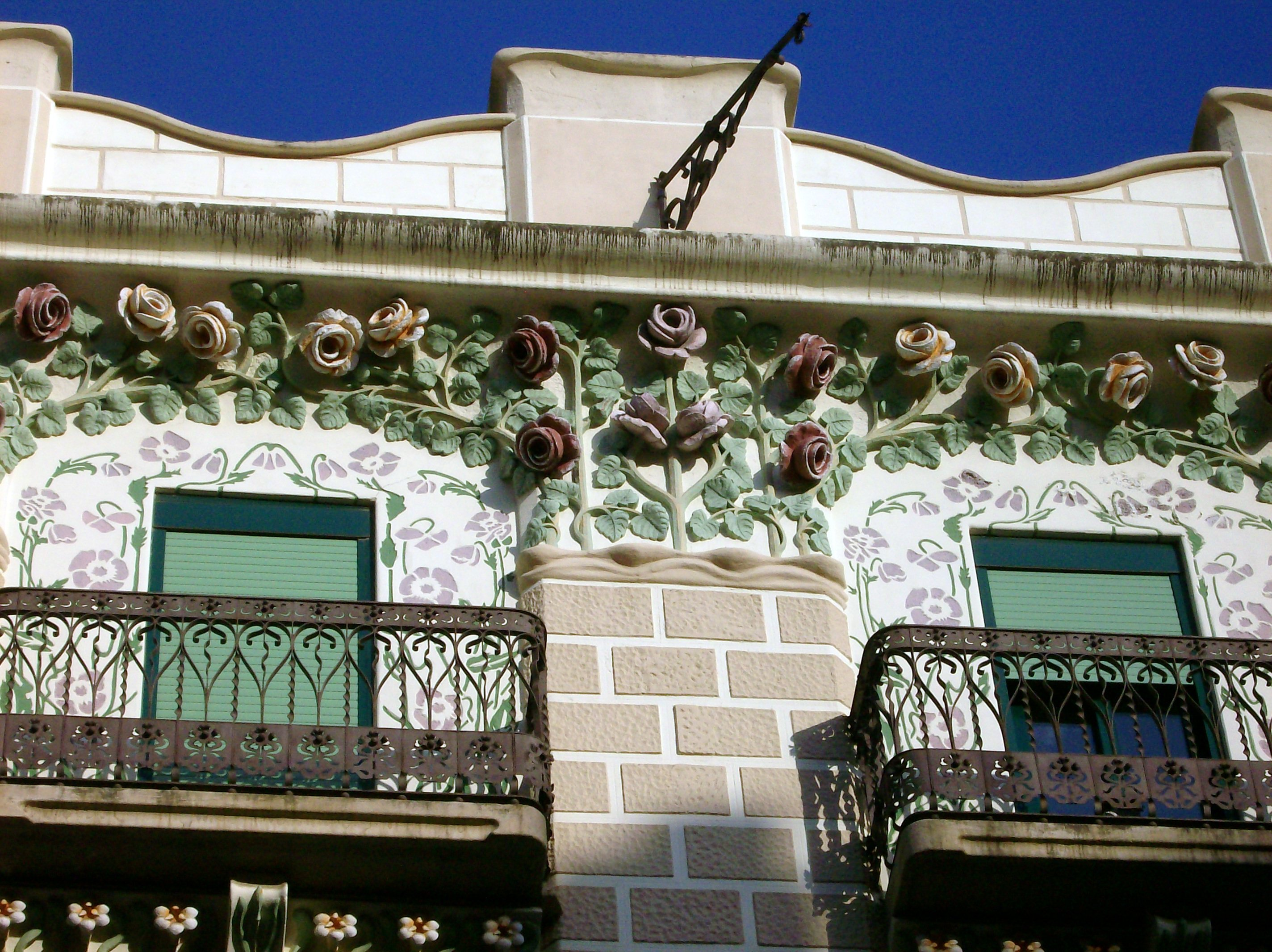
Simbiosis de esgrafiado y estucos vegetales en el detalle del edificio de la Casa Anguera, en Reus.

En Cataluña el esgrafiado queda asociado el esplendor de la burguesía catalana, como un recurso más para decorar y dignificar las viviendas así como "para hacer alarde del nivel social de sus habitantes".

#### Barcelona
En la capital barcelonesa, donde el esgrafiado es un motivo de decoración arquitectónica bastante desarrollado y con cierto carácter personal, la técnica se impuso a finales del siglo XVIII, partiendo de su origen en las construcciones del barroco en la ciutat vella, cuando la modernización de la ciudad abordó la rehabilitación de fachadas en el casco histórico. Los ejemplos y modelos del esgrafiado barcelonés son tan numerosos como variados. Dada su tardía implantación, y a pesar del precedente barroco se observan tendencias decorativas, "fruto de la evolución propia de los estilos y las mezclas que hacen de ellos los artistas locales. Los ejemplos más simples y habituales son decoraciones geométricas, que mezclando cenefas horizontales y verticales decoran el conjunto de la fachada. De modo progresivo esos espacios que quedan entre las aberturas se decoren con plafones más recargados. Las cadenas geométricas de los ejemplos elementales recurren a la iconografía francesa de los estilos Luis XIV, Luis XV y Luis XVI (cortinajes, medallones, guirnaldas, etc.), enmarcadas en un fondo vegetal sencillo que en algunas ocasiones se completan con la figura humana".

#### Diseños delnoucentisme
Entre los más personales esgrafiados, muchos de ellos asociados ya al fenómeno del modernismo catalán (y dentro del 'movimiento novecentista' general) y, en concreto, a maestros como Jeroni Granell i Mundet o Josep Maria Jujol, pueden citarse los variados motivos que adornan edificios como la casa Llopis Bofill, casa Gallissa, casa Magí Llobet Sala, casa Sansalvador, casa Bruguera, la casa Amatller, el edificio del «carrer de la Boqueria» números 30-32 o, en la vía Layetana, el edificio de 1763, sede del Gremio de Tejedores de Vela y el Colegio del Arte Mayor de la Seda, en cuyos esgrafiados aparecen atlantes, cariátides y a la patrona de los veleros.

### Esgrafiado de la Ribeira Sacra en Galicia
En la Ribeira Sacra también se encuentran ejemplos de esgrafiado en determinadas casas, el esgrafiado gallego se está recuperando poco a poco.